# Zoical
Zoical är en ort i Mexiko.   Den ligger i kommunen El Porvenir och delstaten Chiapas, i den sydöstra delen av landet, 900 km sydost om huvudstaden Mexico City. Zoical ligger 2 676 meter över havet och antalet invånare är 121.
Terrängen runt Zoical är bergig åt sydväst, men åt nordost är den kuperad. Zoical ligger uppe på en höjd. Runt Zoical är det ganska tätbefolkat, med 78 invånare per kvadratkilometer. Närmaste större samhälle är Motozintla de Mendoza, 11,6 km sydost om Zoical. Omgivningarna runt Zoical är en mosaik av jordbruksmark och naturlig växtlighet.